# Kanektok River
Der Kanektok River ist ein rund 145 Kilometer langer Zufluss des Beringmeers im Südwesten des US-Bundesstaats Alaska.

## Verlauf
Der Kanektok River bildet den Abfluss des Kagati Lake. Er fließt in überwiegend westlicher Richtung zur Kuskokwim Bay und mündet zweieinhalb Kilometer westlich von Quinhagak in das Beringmeer. 
Der Fluss trennt die südlich gelegenen Ahklun Mountains von den Eek Mountains. Der obere Flussabschnitt ist gekennzeichnet von Felsen und Stromschnellen, während sich der Unterlauf im äußersten Süden des Yukon-Kuskokwim-Deltas in mehrere Flussarme aufgabelt.

## Naturschutz
Etwa 120 Kilometer des Flusslaufs liegen innerhalb des Togiak National Wildlife Refuge.

## Freizeit
Der Fluss ist ein Ziel von Angeltouristen. Hauptsächlich werden Regenbogenforelle, Wandersaibling, Arktische Äsche, Königslachs, Silberlachs, Ketalachs und Rotlachs gefangen.
Bei (59° 46′ 12,7″ N, 161° 4′ 0,6″ W) befindet sich ein Wehr am Kanektok River, das zum Zählen der Fische dient.
Die unteren 30 Kilometer des Kanektok Rivers werden stark von Motorbooten frequentiert.